# Lista di asteroidi (180001-181000)
Di seguito una lista di asteroidi dal numero 180001 al 181000 con data di scoperta e scopritore.

## 180001-180100
| Nome     | Designazione provvisoria | Data di scoperta | Scopritore               |
| -------- | ------------------------ | ---------------- | ------------------------ |
| 180001 - | 2002 YZ                  | 27 dicembre 2002 | LONEOS                   |
| 180002 - | 2002 YD4                 | 28 dicembre 2002 | LONEOS                   |
| 180003 - | 2002 YU5                 | 27 dicembre 2002 | LONEOS                   |
| 180004 - | 2002 YY8                 | 31 dicembre 2002 | LINEAR                   |
| 180005 - | 2002 YQ12                | 31 dicembre 2002 | LINEAR                   |
| 180006 - | 2002 YQ13                | 31 dicembre 2002 | LINEAR                   |
| 180007 - | 2002 YM14                | 31 dicembre 2002 | LINEAR                   |
| 180008 - | 2002 YZ18                | 31 dicembre 2002 | LINEAR                   |
| 180009 - | 2002 YY20                | 31 dicembre 2002 | LINEAR                   |
| 180010 - | 2002 YR22                | 31 dicembre 2002 | LINEAR                   |
| 180011 - | 2002 YO25                | 31 dicembre 2002 | LINEAR                   |
| 180012 - | 2002 YM26                | 31 dicembre 2002 | LINEAR                   |
| 180013 - | 2002 YV26                | 31 dicembre 2002 | LINEAR                   |
| 180014 - | 2002 YP32                | 27 dicembre 2002 | NEAT                     |
| 180015 - | 2003 AH1                 | 1 gennaio 2003   | LINEAR                   |
| 180016 - | 2003 AW1                 | 2 gennaio 2003   | LINEAR                   |
| 180017 - | 2003 AJ2                 | 2 gennaio 2003   | LINEAR                   |
| 180018 - | 2003 AU8                 | 3 gennaio 2003   | LINEAR                   |
| 180019 - | 2003 AR10                | 1 gennaio 2003   | LINEAR                   |
| 180020 - | 2003 AO12                | 1 gennaio 2003   | LINEAR                   |
| 180021 - | 2003 AP14                | 2 gennaio 2003   | LINEAR                   |
| 180022 - | 2003 AD16                | 4 gennaio 2003   | LINEAR                   |
| 180023 - | 2003 AU16                | 5 gennaio 2003   | LONEOS                   |
| 180024 - | 2003 AO17                | 4 gennaio 2003   | LINEAR                   |
| 180025 - | 2003 AU20                | 5 gennaio 2003   | LINEAR                   |
| 180026 - | 2003 AD22                | 5 gennaio 2003   | LINEAR                   |
| 180027 - | 2003 AY24                | 4 gennaio 2003   | LINEAR                   |
| 180028 - | 2003 AM33                | 5 gennaio 2003   | LINEAR                   |
| 180029 - | 2003 AS37                | 7 gennaio 2003   | LINEAR                   |
| 180030 - | 2003 AM39                | 7 gennaio 2003   | LINEAR                   |
| 180031 - | 2003 AR43                | 5 gennaio 2003   | LINEAR                   |
| 180032 - | 2003 AU44                | 5 gennaio 2003   | LINEAR                   |
| 180033 - | 2003 AV48                | 5 gennaio 2003   | LINEAR                   |
| 180034 - | 2003 AH52                | 5 gennaio 2003   | LINEAR                   |
| 180035 - | 2003 AG60                | 5 gennaio 2003   | LINEAR                   |
| 180036 - | 2003 AD63                | 8 gennaio 2003   | LINEAR                   |
| 180037 - | 2003 AD65                | 7 gennaio 2003   | LINEAR                   |
| 180038 - | 2003 AO66                | 7 gennaio 2003   | LINEAR                   |
| 180039 - | 2003 AR67                | 8 gennaio 2003   | LINEAR                   |
| 180040 - | 2003 AX72                | 10 gennaio 2003  | LINEAR                   |
| 180041 - | 2003 AY72                | 10 gennaio 2003  | LINEAR                   |
| 180042 - | 2003 AQ75                | 10 gennaio 2003  | LINEAR                   |
| 180043 - | 2003 AF77                | 10 gennaio 2003  | LINEAR                   |
| 180044 - | 2003 AJ88                | 2 gennaio 2003   | LINEAR                   |
| 180045 - | 2003 AR91                | 5 gennaio 2003   | LONEOS                   |
| 180046 - | 2003 BB5                 | 24 gennaio 2003  | Boattini, A., Scholl, H. |
| 180047 - | 2003 BM9                 | 26 gennaio 2003  | NEAT                     |
| 180048 - | 2003 BH10                | 26 gennaio 2003  | NEAT                     |
| 180049 - | 2003 BN14                | 26 gennaio 2003  | NEAT                     |
| 180050 - | 2003 BR21                | 27 gennaio 2003  | LINEAR                   |
| 180051 - | 2003 BJ22                | 25 gennaio 2003  | NEAT                     |
| 180052 - | 2003 BU23                | 25 gennaio 2003  | NEAT                     |
| 180053 - | 2003 BU25                | 26 gennaio 2003  | NEAT                     |
| 180054 - | 2003 BY30                | 27 gennaio 2003  | LINEAR                   |
| 180055 - | 2003 BR32                | 27 gennaio 2003  | Spacewatch               |
| 180056 - | 2003 BO39                | 27 gennaio 2003  | LINEAR                   |
| 180057 - | 2003 BU45                | 30 gennaio 2003  | NEAT                     |
| 180058 - | 2003 BM50                | 27 gennaio 2003  | LINEAR                   |
| 180059 - | 2003 BL65                | 30 gennaio 2003  | LONEOS                   |
| 180060 - | 2003 BV65                | 30 gennaio 2003  | LINEAR                   |
| 180061 - | 2003 BG66                | 30 gennaio 2003  | LONEOS                   |
| 180062 - | 2003 BT71                | 28 gennaio 2003  | LINEAR                   |
| 180063 - | 2003 BC76                | 29 gennaio 2003  | NEAT                     |
| 180064 - | 2003 BP78                | 31 gennaio 2003  | LINEAR                   |
| 180065 - | 2003 BF79                | 31 gennaio 2003  | LONEOS                   |
| 180066 - | 2003 BN79                | 31 gennaio 2003  | LONEOS                   |
| 180067 - | 2003 BY80                | 30 gennaio 2003  | LONEOS                   |
| 180068 - | 2003 BK82                | 31 gennaio 2003  | LINEAR                   |
| 180069 - | 2003 BW82                | 31 gennaio 2003  | LINEAR                   |
| 180070 - | 2003 BU90                | 31 gennaio 2003  | LINEAR                   |
| 180071 - | 2003 BH92                | 26 gennaio 2003  | LONEOS                   |
| 180072 - | 2003 CS2                 | 2 febbraio 2003  | LINEAR                   |
| 180073 - | 2003 CX2                 | 2 febbraio 2003  | LINEAR                   |
| 180074 - | 2003 CB4                 | 1 febbraio 2003  | LINEAR                   |
| 180075 - | 2003 CM12                | 2 febbraio 2003  | NEAT                     |
| 180076 - | 2003 CO12                | 2 febbraio 2003  | NEAT                     |
| 180077 - | 2003 CZ21                | 3 febbraio 2003  | Kessel, J. W.            |
| 180078 - | 2003 CG25                | 5 febbraio 2003  | NEAT                     |
| 180079 - | 2003 DU2                 | 22 febbraio 2003 | Yeung, W. K. Y.          |
| 180080 - | 2003 DZ10                | 26 febbraio 2003 | LINEAR                   |
| 180081 - | 2003 DA11                | 23 febbraio 2003 | Spacewatch               |
| 180082 - | 2003 DZ11                | 25 febbraio 2003 | CINEOS                   |
| 180083 - | 2003 DT19                | 22 febbraio 2003 | NEAT                     |
| 180084 - | 2003 DV24                | 23 febbraio 2003 | Spacewatch               |
| 180085 - | 2003 EW1                 | 3 marzo 2003     | NEAT                     |
| 180086 - | 2003 EE4                 | 6 marzo 2003     | LINEAR                   |
| 180087 - | 2003 EL8                 | 6 marzo 2003     | LONEOS                   |
| 180088 - | 2003 EQ27                | 6 marzo 2003     | LINEAR                   |
| 180089 - | 2003 ER27                | 6 marzo 2003     | LINEAR                   |
| 180090 - | 2003 EX28                | 6 marzo 2003     | LINEAR                   |
| 180091 - | 2003 ED32                | 7 marzo 2003     | LINEAR                   |
| 180092 - | 2003 EC36                | 7 marzo 2003     | LONEOS                   |
| 180093 - | 2003 EJ41                | 9 marzo 2003     | Spacewatch               |
| 180094 - | 2003 EA42                | 7 marzo 2003     | LONEOS                   |
| 180095 - | 2003 EA46                | 7 marzo 2003     | LINEAR                   |
| 180096 - | 2003 EH49                | 10 marzo 2003    | LONEOS                   |
| 180097 - | 2003 EF53                | 8 marzo 2003     | NEAT                     |
| 180098 - | 2003 EF60                | 6 marzo 2003     | Tucker, R. A.            |
| 180099 - | 2003 EY62                | 10 marzo 2003    | CINEOS                   |
| 180100 - | 2003 FT2                 | 23 marzo 2003    | NEAT                     |

## 180101-180200
| Nome              | Designazione provvisoria | Data di scoperta  | Scopritore      |
| ----------------- | ------------------------ | ----------------- | --------------- |
| 180101 -          | 2003 FB3                 | 24 marzo 2003     | LINEAR          |
| 180102 -          | 2003 FN3                 | 24 marzo 2003     | LINEAR          |
| 180103 -          | 2003 FX6                 | 26 marzo 2003     | Young, J. W.    |
| 180104 -          | 2003 FN11                | 23 marzo 2003     | Spacewatch      |
| 180105 -          | 2003 FB12                | 24 marzo 2003     | Spacewatch      |
| 180106 -          | 2003 FB19                | 24 marzo 2003     | NEAT            |
| 180107 -          | 2003 FH22                | 25 marzo 2003     | CSS             |
| 180108 -          | 2003 FU23                | 23 marzo 2003     | Spacewatch      |
| 180109 -          | 2003 FT26                | 24 marzo 2003     | Spacewatch      |
| 180110 -          | 2003 FP27                | 24 marzo 2003     | Spacewatch      |
| 180111 -          | 2003 FB28                | 24 marzo 2003     | Spacewatch      |
| 180112 -          | 2003 FW28                | 24 marzo 2003     | NEAT            |
| 180113 -          | 2003 FN31                | 23 marzo 2003     | Spacewatch      |
| 180114 -          | 2003 FN34                | 23 marzo 2003     | Spacewatch      |
| 180115 -          | 2003 FC40                | 24 marzo 2003     | Spacewatch      |
| 180116 -          | 2003 FG44                | 23 marzo 2003     | Spacewatch      |
| 180117 -          | 2003 FW46                | 24 marzo 2003     | Spacewatch      |
| 180118 -          | 2003 FN48                | 24 marzo 2003     | Spacewatch      |
| 180119 -          | 2003 FA49                | 24 marzo 2003     | Spacewatch      |
| 180120 -          | 2003 FD50                | 24 marzo 2003     | NEAT            |
| 180121 -          | 2003 FZ52                | 25 marzo 2003     | NEAT            |
| 180122 -          | 2003 FL53                | 25 marzo 2003     | NEAT            |
| 180123 -          | 2003 FQ53                | 25 marzo 2003     | NEAT            |
| 180124 -          | 2003 FQ60                | 26 marzo 2003     | NEAT            |
| 180125 -          | 2003 FH63                | 26 marzo 2003     | NEAT            |
| 180126 -          | 2003 FC65                | 26 marzo 2003     | NEAT            |
| 180127 -          | 2003 FF68                | 26 marzo 2003     | NEAT            |
| 180128 -          | 2003 FM68                | 26 marzo 2003     | NEAT            |
| 180129 -          | 2003 FF71                | 26 marzo 2003     | Spacewatch      |
| 180130 -          | 2003 FK74                | 26 marzo 2003     | NEAT            |
| 180131 -          | 2003 FX74                | 26 marzo 2003     | NEAT            |
| 180132 -          | 2003 FL86                | 28 marzo 2003     | Spacewatch      |
| 180133 -          | 2003 FM86                | 28 marzo 2003     | Spacewatch      |
| 180134 -          | 2003 FE89                | 29 marzo 2003     | LONEOS          |
| 180135 -          | 2003 FV89                | 29 marzo 2003     | LONEOS          |
| 180136 -          | 2003 FX102               | 26 marzo 2003     | Glaze, M.       |
| 180137 -          | 2003 FD103               | 24 marzo 2003     | Spacewatch      |
| 180138 -          | 2003 FE103               | 24 marzo 2003     | Spacewatch      |
| 180139 -          | 2003 FB108               | 31 marzo 2003     | Spacewatch      |
| 180140 -          | 2003 FE117               | 24 marzo 2003     | Spacewatch      |
| 180141 Sperauskas | 2003 FA123               | 26 marzo 2003     | Moletai         |
| 180142 -          | 2003 FH123               | 27 marzo 2003     | Spacewatch      |
| 180143 Gaberogers | 2003 FE124               | 30 marzo 2003     | Buie, M. W.     |
| 180144 -          | 2003 GV5                 | 1 aprile 2003     | LINEAR          |
| 180145 -          | 2003 GU7                 | 2 aprile 2003     | LINEAR          |
| 180146 -          | 2003 GL8                 | 3 aprile 2003     | LONEOS          |
| 180147 -          | 2003 GL9                 | 2 aprile 2003     | LINEAR          |
| 180148 -          | 2003 GB14                | 4 aprile 2003     | LONEOS          |
| 180149 -          | 2003 GK15                | 3 aprile 2003     | LONEOS          |
| 180150 -          | 2003 GQ16                | 3 aprile 2003     | NEAT            |
| 180151 -          | 2003 GS16                | 4 aprile 2003     | Spacewatch      |
| 180152 -          | 2003 GK22                | 6 aprile 2003     | Yeung, W. K. Y. |
| 180153 -          | 2003 GK25                | 4 aprile 2003     | Spacewatch      |
| 180154 -          | 2003 GN31                | 8 aprile 2003     | Spacewatch      |
| 180155 -          | 2003 GF38                | 8 aprile 2003     | LINEAR          |
| 180156 -          | 2003 GJ39                | 9 aprile 2003     | Spacewatch      |
| 180157 -          | 2003 GU50                | 8 aprile 2003     | NEAT            |
| 180158 -          | 2003 GT53                | 3 aprile 2003     | LONEOS          |
| 180159 -          | 2003 GE54                | 3 aprile 2003     | LONEOS          |
| 180160 -          | 2003 GR54                | 3 aprile 2003     | LONEOS          |
| 180161 -          | 2003 GU55                | 11 aprile 2003    | Spacewatch      |
| 180162 -          | 2003 HM2                 | 25 aprile 2003    | LINEAR          |
| 180163 -          | 2003 HZ2                 | 24 aprile 2003    | Spacewatch      |
| 180164 -          | 2003 HP6                 | 25 aprile 2003    | Spacewatch      |
| 180165 -          | 2003 HX6                 | 24 aprile 2003    | Spacewatch      |
| 180166 -          | 2003 HN10                | 25 aprile 2003    | LONEOS          |
| 180167 -          | 2003 HP10                | 25 aprile 2003    | Spacewatch      |
| 180168 -          | 2003 HJ15                | 26 aprile 2003    | NEAT            |
| 180169 -          | 2003 HU15                | 26 aprile 2003    | LINEAR          |
| 180170 -          | 2003 HE23                | 26 aprile 2003    | NEAT            |
| 180171 -          | 2003 HD31                | 26 aprile 2003    | Spacewatch      |
| 180172 -          | 2003 HX32                | 29 aprile 2003    | LINEAR          |
| 180173 -          | 2003 HU40                | 29 aprile 2003    | LINEAR          |
| 180174 -          | 2003 HN42                | 28 aprile 2003    | LINEAR          |
| 180175 -          | 2003 HK45                | 29 aprile 2003    | LINEAR          |
| 180176 -          | 2003 HP54                | 24 aprile 2003    | LONEOS          |
| 180177 -          | 2003 JR1                 | 1 maggio 2003     | LINEAR          |
| 180178 -          | 2003 JU2                 | 1 maggio 2003     | Spacewatch      |
| 180179 -          | 2003 JM8                 | 2 maggio 2003     | LINEAR          |
| 180180 -          | 2003 JC18                | 9 maggio 2003     | LINEAR          |
| 180181 -          | 2003 KD12                | 27 maggio 2003    | LONEOS          |
| 180182 -          | 2003 LF4                 | 3 giugno 2003     | LINEAR          |
| 180183 -          | 2003 MC                  | 21 giugno 2003    | LINEAR          |
| 180184 -          | 2003 ML5                 | 26 giugno 2003    | LINEAR          |
| 180185 -          | 2003 OO11                | 20 luglio 2003    | NEAT            |
| 180186 -          | 2003 QZ30                | 25 agosto 2003    | LINEAR          |
| 180187 -          | 2003 QA32                | 21 agosto 2003    | NEAT            |
| 180188 -          | 2003 QX67                | 25 agosto 2003    | NEAT            |
| 180189 -          | 2003 QN72                | 23 agosto 2003    | LINEAR          |
| 180190 -          | 2003 QH79                | 25 agosto 2003    | NEAT            |
| 180191 -          | 2003 SZ50                | 18 settembre 2003 | NEAT            |
| 180192 -          | 2003 SC53                | 19 settembre 2003 | NEAT            |
| 180193 -          | 2003 SX56                | 16 settembre 2003 | Spacewatch      |
| 180194 -          | 2003 SK101               | 20 settembre 2003 | NEAT            |
| 180195 -          | 2003 SF110               | 20 settembre 2003 | NEAT            |
| 180196 -          | 2003 SL110               | 20 settembre 2003 | NEAT            |
| 180197 -          | 2003 SB192               | 19 settembre 2003 | NEAT            |
| 180198 -          | 2003 SU215               | 24 settembre 2003 | NEAT            |
| 180199 -          | 2003 SK217               | 27 settembre 2003 | Yeung, W. K. Y. |
| 180200 -          | 2003 SC250               | 26 settembre 2003 | LINEAR          |

## 180201-180300
| Nome     | Designazione provvisoria | Data di scoperta  | Scopritore                  |
| -------- | ------------------------ | ----------------- | --------------------------- |
| 180201 - | 2003 ST251               | 26 settembre 2003 | LINEAR                      |
| 180202 - | 2003 SO258               | 28 settembre 2003 | Spacewatch                  |
| 180203 - | 2003 SU259               | 28 settembre 2003 | Spacewatch                  |
| 180204 - | 2003 SB295               | 28 settembre 2003 | LINEAR                      |
| 180205 - | 2003 SD295               | 28 settembre 2003 | LINEAR                      |
| 180206 - | 2003 SH298               | 18 settembre 2003 | NEAT                        |
| 180207 - | 2003 SH305               | 17 settembre 2003 | NEAT                        |
| 180208 - | 2003 SD311               | 29 settembre 2003 | LINEAR                      |
| 180209 - | 2003 SF312               | 30 settembre 2003 | Spacewatch                  |
| 180210 - | 2003 SP318               | 18 settembre 2003 | LINEAR                      |
| 180211 - | 2003 TE5                 | 2 ottobre 2003    | Spacewatch                  |
| 180212 - | 2003 UE1                 | 16 ottobre 2003   | NEAT                        |
| 180213 - | 2003 UM8                 | 19 ottobre 2003   | Young, J. W.                |
| 180214 - | 2003 UB9                 | 17 ottobre 2003   | LINEAR                      |
| 180215 - | 2003 UK9                 | 16 ottobre 2003   | Spacewatch                  |
| 180216 - | 2003 UY9                 | 20 ottobre 2003   | Young, J. W.                |
| 180217 - | 2003 UL23                | 22 ottobre 2003   | Spacewatch                  |
| 180218 - | 2003 UB29                | 22 ottobre 2003   | Uppsala-DLR Asteroid Survey |
| 180219 - | 2003 UX39                | 16 ottobre 2003   | Spacewatch                  |
| 180220 - | 2003 UG44                | 18 ottobre 2003   | Spacewatch                  |
| 180221 - | 2003 UR55                | 18 ottobre 2003   | NEAT                        |
| 180222 - | 2003 UA98                | 19 ottobre 2003   | LONEOS                      |
| 180223 - | 2003 UD107               | 19 ottobre 2003   | Spacewatch                  |
| 180224 - | 2003 UO123               | 19 ottobre 2003   | Spacewatch                  |
| 180225 - | 2003 UG127               | 21 ottobre 2003   | Spacewatch                  |
| 180226 - | 2003 UM130               | 18 ottobre 2003   | NEAT                        |
| 180227 - | 2003 UN131               | 19 ottobre 2003   | NEAT                        |
| 180228 - | 2003 UQ135               | 21 ottobre 2003   | NEAT                        |
| 180229 - | 2003 UZ143               | 18 ottobre 2003   | LONEOS                      |
| 180230 - | 2003 UW147               | 18 ottobre 2003   | NEAT                        |
| 180231 - | 2003 UD149               | 19 ottobre 2003   | NEAT                        |
| 180232 - | 2003 UJ180               | 21 ottobre 2003   | LINEAR                      |
| 180233 - | 2003 UU192               | 30 ottobre 2003   | LINEAR                      |
| 180234 - | 2003 UY195               | 20 ottobre 2003   | Spacewatch                  |
| 180235 - | 2003 UF196               | 21 ottobre 2003   | Spacewatch                  |
| 180236 - | 2003 UG199               | 21 ottobre 2003   | LINEAR                      |
| 180237 - | 2003 UT224               | 22 ottobre 2003   | Spacewatch                  |
| 180238 - | 2003 UP225               | 22 ottobre 2003   | LINEAR                      |
| 180239 - | 2003 UY226               | 23 ottobre 2003   | Spacewatch                  |
| 180240 - | 2003 UB244               | 24 ottobre 2003   | LINEAR                      |
| 180241 - | 2003 UC247               | 24 ottobre 2003   | LINEAR                      |
| 180242 - | 2003 UE247               | 24 ottobre 2003   | LINEAR                      |
| 180243 - | 2003 UQ252               | 26 ottobre 2003   | Spacewatch                  |
| 180244 - | 2003 UN254               | 24 ottobre 2003   | Spacewatch                  |
| 180245 - | 2003 UN259               | 25 ottobre 2003   | LINEAR                      |
| 180246 - | 2003 UO261               | 26 ottobre 2003   | Spacewatch                  |
| 180247 - | 2003 UY263               | 27 ottobre 2003   | Spacewatch                  |
| 180248 - | 2003 UX265               | 27 ottobre 2003   | Spacewatch                  |
| 180249 - | 2003 UH274               | 30 ottobre 2003   | LINEAR                      |
| 180250 - | 2003 UG281               | 28 ottobre 2003   | LINEAR                      |
| 180251 - | 2003 UM283               | 30 ottobre 2003   | LINEAR                      |
| 180252 - | 2003 UU283               | 30 ottobre 2003   | LINEAR                      |
| 180253 - | 2003 UO314               | 24 ottobre 2003   | Spacewatch                  |
| 180254 - | 2003 VY1                 | 2 novembre 2003   | LINEAR                      |
| 180255 - | 2003 VM9                 | 15 novembre 2003  | NEAT                        |
| 180256 - | 2003 VE10                | 15 novembre 2003  | NEAT                        |
| 180257 - | 2003 WM3                 | 16 novembre 2003  | CSS                         |
| 180258 - | 2003 WT5                 | 18 novembre 2003  | NEAT                        |
| 180259 - | 2003 WN8                 | 16 novembre 2003  | Spacewatch                  |
| 180260 - | 2003 WG12                | 18 novembre 2003  | NEAT                        |
| 180261 - | 2003 WA15                | 16 novembre 2003  | Spacewatch                  |
| 180262 - | 2003 WH18                | 19 novembre 2003  | LINEAR                      |
| 180263 - | 2003 WR19                | 19 novembre 2003  | LINEAR                      |
| 180264 - | 2003 WK24                | 19 novembre 2003  | Spacewatch                  |
| 180265 - | 2003 WC27                | 16 novembre 2003  | Spacewatch                  |
| 180266 - | 2003 WQ34                | 19 novembre 2003  | Spacewatch                  |
| 180267 - | 2003 WG36                | 19 novembre 2003  | Spacewatch                  |
| 180268 - | 2003 WH38                | 19 novembre 2003  | LINEAR                      |
| 180269 - | 2003 WB41                | 19 novembre 2003  | Spacewatch                  |
| 180270 - | 2003 WY45                | 20 novembre 2003  | LINEAR                      |
| 180271 - | 2003 WZ49                | 19 novembre 2003  | LINEAR                      |
| 180272 - | 2003 WD58                | 18 novembre 2003  | Spacewatch                  |
| 180273 - | 2003 WH60                | 18 novembre 2003  | NEAT                        |
| 180274 - | 2003 WC63                | 19 novembre 2003  | Spacewatch                  |
| 180275 - | 2003 WV63                | 19 novembre 2003  | Spacewatch                  |
| 180276 - | 2003 WU64                | 19 novembre 2003  | LINEAR                      |
| 180277 - | 2003 WY65                | 19 novembre 2003  | Spacewatch                  |
| 180278 - | 2003 WS70                | 20 novembre 2003  | NEAT                        |
| 180279 - | 2003 WX72                | 20 novembre 2003  | LINEAR                      |
| 180280 - | 2003 WO73                | 20 novembre 2003  | LINEAR                      |
| 180281 - | 2003 WP76                | 19 novembre 2003  | LINEAR                      |
| 180282 - | 2003 WC78                | 20 novembre 2003  | Spacewatch                  |
| 180283 - | 2003 WH81                | 20 novembre 2003  | Spacewatch                  |
| 180284 - | 2003 WQ86                | 21 novembre 2003  | LINEAR                      |
| 180285 - | 2003 WC90                | 16 novembre 2003  | Spacewatch                  |
| 180286 - | 2003 WT90                | 18 novembre 2003  | NEAT                        |
| 180287 - | 2003 WX94                | 19 novembre 2003  | LONEOS                      |
| 180288 - | 2003 WH102               | 21 novembre 2003  | LINEAR                      |
| 180289 - | 2003 WO104               | 21 novembre 2003  | LINEAR                      |
| 180290 - | 2003 WH109               | 20 novembre 2003  | LINEAR                      |
| 180291 - | 2003 WZ113               | 20 novembre 2003  | LINEAR                      |
| 180292 - | 2003 WJ119               | 20 novembre 2003  | LINEAR                      |
| 180293 - | 2003 WS119               | 20 novembre 2003  | LINEAR                      |
| 180294 - | 2003 WG120               | 20 novembre 2003  | LINEAR                      |
| 180295 - | 2003 WQ120               | 20 novembre 2003  | LINEAR                      |
| 180296 - | 2003 WM127               | 20 novembre 2003  | LINEAR                      |
| 180297 - | 2003 WW127               | 20 novembre 2003  | LINEAR                      |
| 180298 - | 2003 WG129               | 21 novembre 2003  | LINEAR                      |
| 180299 - | 2003 WP130               | 21 novembre 2003  | LINEAR                      |
| 180300 - | 2003 WY132               | 21 novembre 2003  | LINEAR                      |

## 180301-180400
| Nome            | Designazione provvisoria | Data di scoperta | Scopritore      |
| --------------- | ------------------------ | ---------------- | --------------- |
| 180301 -        | 2003 WE139               | 21 novembre 2003 | LINEAR          |
| 180302 -        | 2003 WR139               | 21 novembre 2003 | LINEAR          |
| 180303 -        | 2003 WQ140               | 21 novembre 2003 | LINEAR          |
| 180304 -        | 2003 WW140               | 21 novembre 2003 | LINEAR          |
| 180305 -        | 2003 WD151               | 24 novembre 2003 | NEAT            |
| 180306 -        | 2003 WQ160               | 30 novembre 2003 | Spacewatch      |
| 180307 -        | 2003 WA162               | 30 novembre 2003 | Spacewatch      |
| 180308 -        | 2003 WF170               | 20 novembre 2003 | CSS             |
| 180309 -        | 2003 XR                  | 3 dicembre 2003  | LINEAR          |
| 180310 -        | 2003 XF1                 | 1 dicembre 2003  | Spacewatch      |
| 180311 -        | 2003 XQ2                 | 1 dicembre 2003  | LINEAR          |
| 180312 -        | 2003 XC3                 | 1 dicembre 2003  | LINEAR          |
| 180313 -        | 2003 XY3                 | 1 dicembre 2003  | LINEAR          |
| 180314 -        | 2003 XR4                 | 1 dicembre 2003  | LINEAR          |
| 180315 -        | 2003 XD7                 | 3 dicembre 2003  | LINEAR          |
| 180316 -        | 2003 XQ7                 | 1 dicembre 2003  | LINEAR          |
| 180317 -        | 2003 XS7                 | 1 dicembre 2003  | LINEAR          |
| 180318 -        | 2003 XE12                | 14 dicembre 2003 | NEAT            |
| 180319 -        | 2003 XR21                | 14 dicembre 2003 | Spacewatch      |
| 180320 -        | 2003 XA26                | 1 dicembre 2003  | LINEAR          |
| 180321 -        | 2003 XG38                | 4 dicembre 2003  | LINEAR          |
| 180322 -        | 2003 YK2                 | 17 dicembre 2003 | Crni Vrh        |
| 180323 -        | 2003 YJ4                 | 16 dicembre 2003 | CSS             |
| 180324 -        | 2003 YQ4                 | 17 dicembre 2003 | LINEAR          |
| 180325 -        | 2003 YQ5                 | 16 dicembre 2003 | CSS             |
| 180326 -        | 2003 YW12                | 17 dicembre 2003 | LONEOS          |
| 180327 -        | 2003 YD16                | 17 dicembre 2003 | LONEOS          |
| 180328 -        | 2003 YE16                | 17 dicembre 2003 | LONEOS          |
| 180329 -        | 2003 YH17                | 17 dicembre 2003 | Spacewatch      |
| 180330 -        | 2003 YE21                | 17 dicembre 2003 | Spacewatch      |
| 180331 -        | 2003 YN21                | 17 dicembre 2003 | Spacewatch      |
| 180332 -        | 2003 YQ21                | 17 dicembre 2003 | Spacewatch      |
| 180333 -        | 2003 YE29                | 17 dicembre 2003 | Spacewatch      |
| 180334 -        | 2003 YN30                | 18 dicembre 2003 | LINEAR          |
| 180335 -        | 2003 YC33                | 16 dicembre 2003 | CSS             |
| 180336 -        | 2003 YO34                | 18 dicembre 2003 | LINEAR          |
| 180337 -        | 2003 YZ35                | 19 dicembre 2003 | LINEAR          |
| 180338 -        | 2003 YS37                | 18 dicembre 2003 | Spacewatch      |
| 180339 -        | 2003 YJ42                | 19 dicembre 2003 | Spacewatch      |
| 180340 -        | 2003 YN47                | 18 dicembre 2003 | LINEAR          |
| 180341 -        | 2003 YQ55                | 19 dicembre 2003 | LINEAR          |
| 180342 -        | 2003 YH58                | 19 dicembre 2003 | LINEAR          |
| 180343 -        | 2003 YX60                | 19 dicembre 2003 | LINEAR          |
| 180344 -        | 2003 YB61                | 19 dicembre 2003 | LINEAR          |
| 180345 -        | 2003 YE63                | 19 dicembre 2003 | LINEAR          |
| 180346 -        | 2003 YA64                | 19 dicembre 2003 | LINEAR          |
| 180347 -        | 2003 YK65                | 19 dicembre 2003 | LINEAR          |
| 180348 -        | 2003 YS68                | 19 dicembre 2003 | LINEAR          |
| 180349 -        | 2003 YW71                | 18 dicembre 2003 | LINEAR          |
| 180350 -        | 2003 YR73                | 18 dicembre 2003 | LINEAR          |
| 180351 -        | 2003 YV73                | 18 dicembre 2003 | LINEAR          |
| 180352 -        | 2003 YD75                | 18 dicembre 2003 | LINEAR          |
| 180353 -        | 2003 YG75                | 18 dicembre 2003 | LINEAR          |
| 180354 -        | 2003 YL76                | 18 dicembre 2003 | LINEAR          |
| 180355 -        | 2003 YK78                | 18 dicembre 2003 | LINEAR          |
| 180356 -        | 2003 YO82                | 18 dicembre 2003 | LINEAR          |
| 180357 -        | 2003 YM84                | 19 dicembre 2003 | LINEAR          |
| 180358 -        | 2003 YA85                | 19 dicembre 2003 | LINEAR          |
| 180359 -        | 2003 YQ85                | 19 dicembre 2003 | LINEAR          |
| 180360 -        | 2003 YJ91                | 20 dicembre 2003 | LINEAR          |
| 180361 -        | 2003 YS93                | 21 dicembre 2003 | LINEAR          |
| 180362 -        | 2003 YA94                | 21 dicembre 2003 | Spacewatch      |
| 180363 -        | 2003 YZ94                | 19 dicembre 2003 | LINEAR          |
| 180364 -        | 2003 YG106               | 22 dicembre 2003 | LINEAR          |
| 180365 -        | 2003 YZ106               | 22 dicembre 2003 | Spacewatch      |
| 180366 -        | 2003 YA109               | 22 dicembre 2003 | LINEAR          |
| 180367 VonFeldt | 2003 YQ110               | 22 dicembre 2003 | Wells, D.       |
| 180368 -        | 2003 YB111               | 27 dicembre 2003 | Yeung, W. K. Y. |
| 180369 -        | 2003 YQ111               | 23 dicembre 2003 | LINEAR          |
| 180370 -        | 2003 YB120               | 27 dicembre 2003 | LINEAR          |
| 180371 -        | 2003 YW122               | 27 dicembre 2003 | LINEAR          |
| 180372 -        | 2003 YH125               | 27 dicembre 2003 | LINEAR          |
| 180373 -        | 2003 YJ125               | 27 dicembre 2003 | LINEAR          |
| 180374 -        | 2003 YW127               | 27 dicembre 2003 | LINEAR          |
| 180375 -        | 2003 YH129               | 27 dicembre 2003 | LINEAR          |
| 180376 -        | 2003 YC131               | 28 dicembre 2003 | LINEAR          |
| 180377 -        | 2003 YC134               | 28 dicembre 2003 | LINEAR          |
| 180378 -        | 2003 YE134               | 28 dicembre 2003 | LINEAR          |
| 180379 -        | 2003 YR136               | 18 dicembre 2003 | NEAT            |
| 180380 -        | 2003 YO139               | 28 dicembre 2003 | LINEAR          |
| 180381 -        | 2003 YG140               | 28 dicembre 2003 | LINEAR          |
| 180382 -        | 2003 YV144               | 28 dicembre 2003 | LINEAR          |
| 180383 -        | 2003 YJ146               | 28 dicembre 2003 | LINEAR          |
| 180384 -        | 2003 YF147               | 29 dicembre 2003 | LINEAR          |
| 180385 -        | 2003 YJ151               | 29 dicembre 2003 | CSS             |
| 180386 -        | 2003 YS153               | 29 dicembre 2003 | CSS             |
| 180387 -        | 2003 YQ168               | 18 dicembre 2003 | LINEAR          |
| 180388 -        | 2003 YU171               | 18 dicembre 2003 | Spacewatch      |
| 180389 -        | 2004 AD2                 | 13 gennaio 2004  | LONEOS          |
| 180390 -        | 2004 AM7                 | 13 gennaio 2004  | LONEOS          |
| 180391 -        | 2004 AO7                 | 13 gennaio 2004  | LONEOS          |
| 180392 -        | 2004 AQ7                 | 13 gennaio 2004  | LONEOS          |
| 180393 -        | 2004 AC10                | 15 gennaio 2004  | Spacewatch      |
| 180394 -        | 2004 AG10                | 15 gennaio 2004  | Spacewatch      |
| 180395 -        | 2004 AH13                | 13 gennaio 2004  | Spacewatch      |
| 180396 -        | 2004 BK2                 | 16 gennaio 2004  | NEAT            |
| 180397 -        | 2004 BB5                 | 16 gennaio 2004  | NEAT            |
| 180398 -        | 2004 BC10                | 16 gennaio 2004  | NEAT            |
| 180399 -        | 2004 BN11                | 16 gennaio 2004  | NEAT            |
| 180400 -        | 2004 BD12                | 16 gennaio 2004  | NEAT            |

## 180401-180500
| Nome     | Designazione provvisoria | Data di scoperta | Scopritore      |
| -------- | ------------------------ | ---------------- | --------------- |
| 180401 - | 2004 BT19                | 17 gennaio 2004  | NEAT            |
| 180402 - | 2004 BR20                | 16 gennaio 2004  | Spacewatch      |
| 180403 - | 2004 BC24                | 19 gennaio 2004  | LONEOS          |
| 180404 - | 2004 BT27                | 18 gennaio 2004  | NEAT            |
| 180405 - | 2004 BG28                | 18 gennaio 2004  | NEAT            |
| 180406 - | 2004 BJ29                | 18 gennaio 2004  | NEAT            |
| 180407 - | 2004 BA32                | 19 gennaio 2004  | Spacewatch      |
| 180408 - | 2004 BV36                | 19 gennaio 2004  | Spacewatch      |
| 180409 - | 2004 BX37                | 19 gennaio 2004  | CSS             |
| 180410 - | 2004 BT42                | 19 gennaio 2004  | CSS             |
| 180411 - | 2004 BY43                | 22 gennaio 2004  | LINEAR          |
| 180412 - | 2004 BY44                | 22 gennaio 2004  | LINEAR          |
| 180413 - | 2004 BO46                | 21 gennaio 2004  | LINEAR          |
| 180414 - | 2004 BR46                | 21 gennaio 2004  | LINEAR          |
| 180415 - | 2004 BZ46                | 21 gennaio 2004  | LINEAR          |
| 180416 - | 2004 BT50                | 21 gennaio 2004  | LINEAR          |
| 180417 - | 2004 BH56                | 23 gennaio 2004  | LONEOS          |
| 180418 - | 2004 BW57                | 23 gennaio 2004  | LONEOS          |
| 180419 - | 2004 BO70                | 22 gennaio 2004  | LINEAR          |
| 180420 - | 2004 BZ72                | 24 gennaio 2004  | LINEAR          |
| 180421 - | 2004 BT73                | 24 gennaio 2004  | LINEAR          |
| 180422 - | 2004 BO75                | 23 gennaio 2004  | LONEOS          |
| 180423 - | 2004 BQ75                | 23 gennaio 2004  | LINEAR          |
| 180424 - | 2004 BJ78                | 22 gennaio 2004  | LINEAR          |
| 180425 - | 2004 BL78                | 22 gennaio 2004  | LINEAR          |
| 180426 - | 2004 BK81                | 26 gennaio 2004  | LONEOS          |
| 180427 - | 2004 BQ82                | 23 gennaio 2004  | LINEAR          |
| 180428 - | 2004 BR83                | 23 gennaio 2004  | LINEAR          |
| 180429 - | 2004 BY84                | 27 gennaio 2004  | LINEAR          |
| 180430 - | 2004 BF93                | 27 gennaio 2004  | LONEOS          |
| 180431 - | 2004 BR96                | 24 gennaio 2004  | LINEAR          |
| 180432 - | 2004 BB97                | 24 gennaio 2004  | LINEAR          |
| 180433 - | 2004 BD99                | 27 gennaio 2004  | Spacewatch      |
| 180434 - | 2004 BV101               | 29 gennaio 2004  | LINEAR          |
| 180435 - | 2004 BD104               | 23 gennaio 2004  | LINEAR          |
| 180436 - | 2004 BA106               | 26 gennaio 2004  | LONEOS          |
| 180437 - | 2004 BJ106               | 26 gennaio 2004  | LONEOS          |
| 180438 - | 2004 BY106               | 27 gennaio 2004  | Spacewatch      |
| 180439 - | 2004 BN107               | 28 gennaio 2004  | CSS             |
| 180440 - | 2004 BQ107               | 28 gennaio 2004  | CSS             |
| 180441 - | 2004 BA109               | 28 gennaio 2004  | CSS             |
| 180442 - | 2004 BC109               | 28 gennaio 2004  | Spacewatch      |
| 180443 - | 2004 BL113               | 28 gennaio 2004  | LINEAR          |
| 180444 - | 2004 BY113               | 29 gennaio 2004  | LINEAR          |
| 180445 - | 2004 BG116               | 26 gennaio 2004  | LONEOS          |
| 180446 - | 2004 BH116               | 26 gennaio 2004  | LONEOS          |
| 180447 - | 2004 BJ118               | 29 gennaio 2004  | LINEAR          |
| 180448 - | 2004 BQ124               | 16 gennaio 2004  | NEAT            |
| 180449 - | 2004 BG128               | 16 gennaio 2004  | Spacewatch      |
| 180450 - | 2004 BK142               | 19 gennaio 2004  | LINEAR          |
| 180451 - | 2004 BR146               | 22 gennaio 2004  | LINEAR          |
| 180452 - | 2004 BB148               | 16 gennaio 2004  | Spacewatch      |
| 180453 - | 2004 BR149               | 16 gennaio 2004  | Spacewatch      |
| 180454 - | 2004 BH150               | 17 gennaio 2004  | NEAT            |
| 180455 - | 2004 BZ162               | 17 gennaio 2004  | Spacewatch      |
| 180456 - | 2004 CN                  | 3 febbraio 2004  | LINEAR          |
| 180457 - | 2004 CQ2                 | 12 febbraio 2004 | Yeung, W. K. Y. |
| 180458 - | 2004 CJ4                 | 10 febbraio 2004 | NEAT            |
| 180459 - | 2004 CY5                 | 10 febbraio 2004 | NEAT            |
| 180460 - | 2004 CD13                | 11 febbraio 2004 | NEAT            |
| 180461 - | 2004 CB17                | 11 febbraio 2004 | Spacewatch      |
| 180462 - | 2004 CV17                | 10 febbraio 2004 | NEAT            |
| 180463 - | 2004 CQ18                | 10 febbraio 2004 | NEAT            |
| 180464 - | 2004 CZ21                | 11 febbraio 2004 | NEAT            |
| 180465 - | 2004 CT26                | 11 febbraio 2004 | CSS             |
| 180466 - | 2004 CW26                | 11 febbraio 2004 | NEAT            |
| 180467 - | 2004 CC27                | 11 febbraio 2004 | NEAT            |
| 180468 - | 2004 CS27                | 12 febbraio 2004 | Spacewatch      |
| 180469 - | 2004 CV36                | 12 febbraio 2004 | Yeung, W. K. Y. |
| 180470 - | 2004 CH40                | 11 febbraio 2004 | CSS             |
| 180471 - | 2004 CH43                | 12 febbraio 2004 | Spacewatch      |
| 180472 - | 2004 CN46                | 13 febbraio 2004 | Spacewatch      |
| 180473 - | 2004 CG51                | 13 febbraio 2004 | Yeung, W. K. Y. |
| 180474 - | 2004 CU52                | 10 febbraio 2004 | CSS             |
| 180475 - | 2004 CX52                | 10 febbraio 2004 | CSS             |
| 180476 - | 2004 CG54                | 11 febbraio 2004 | Spacewatch      |
| 180477 - | 2004 CF56                | 14 febbraio 2004 | NEAT            |
| 180478 - | 2004 CQ61                | 11 febbraio 2004 | Spacewatch      |
| 180479 - | 2004 CB63                | 12 febbraio 2004 | NEAT            |
| 180480 - | 2004 CU67                | 10 febbraio 2004 | CSS             |
| 180481 - | 2004 CE68                | 11 febbraio 2004 | Spacewatch      |
| 180482 - | 2004 CO69                | 11 febbraio 2004 | NEAT            |
| 180483 - | 2004 CP69                | 11 febbraio 2004 | NEAT            |
| 180484 - | 2004 CJ71                | 13 febbraio 2004 | Spacewatch      |
| 180485 - | 2004 CP72                | 13 febbraio 2004 | Spacewatch      |
| 180486 - | 2004 CO73                | 14 febbraio 2004 | NEAT            |
| 180487 - | 2004 CW75                | 11 febbraio 2004 | Spacewatch      |
| 180488 - | 2004 CK76                | 11 febbraio 2004 | NEAT            |
| 180489 - | 2004 CJ78                | 11 febbraio 2004 | NEAT            |
| 180490 - | 2004 CM78                | 11 febbraio 2004 | NEAT            |
| 180491 - | 2004 CM79                | 11 febbraio 2004 | NEAT            |
| 180492 - | 2004 CX79                | 11 febbraio 2004 | NEAT            |
| 180493 - | 2004 CK81                | 12 febbraio 2004 | Spacewatch      |
| 180494 - | 2004 CP82                | 12 febbraio 2004 | Spacewatch      |
| 180495 - | 2004 CL84                | 13 febbraio 2004 | Spacewatch      |
| 180496 - | 2004 CQ84                | 13 febbraio 2004 | Spacewatch      |
| 180497 - | 2004 CT86                | 15 febbraio 2004 | NEAT            |
| 180498 - | 2004 CC90                | 12 febbraio 2004 | Spacewatch      |
| 180499 - | 2004 CM90                | 12 febbraio 2004 | NEAT            |
| 180500 - | 2004 CT91                | 13 febbraio 2004 | NEAT            |

## 180501-180600
| Nome     | Designazione provvisoria | Data di scoperta | Scopritore       |
| -------- | ------------------------ | ---------------- | ---------------- |
| 180501 - | 2004 CK92                | 14 febbraio 2004 | NEAT             |
| 180502 - | 2004 CT93                | 11 febbraio 2004 | Spacewatch       |
| 180503 - | 2004 CA99                | 14 febbraio 2004 | CSS              |
| 180504 - | 2004 CR99                | 15 febbraio 2004 | CSS              |
| 180505 - | 2004 CM100               | 15 febbraio 2004 | CSS              |
| 180506 - | 2004 CD101               | 15 febbraio 2004 | CSS              |
| 180507 - | 2004 CA118               | 11 febbraio 2004 | NEAT             |
| 180508 - | 2004 CT130               | 14 febbraio 2004 | Spacewatch       |
| 180509 - | 2004 DZ2                 | 16 febbraio 2004 | Spacewatch       |
| 180510 - | 2004 DH5                 | 16 febbraio 2004 | Spacewatch       |
| 180511 - | 2004 DC10                | 17 febbraio 2004 | Spacewatch       |
| 180512 - | 2004 DX15                | 17 febbraio 2004 | LINEAR           |
| 180513 - | 2004 DV17                | 18 febbraio 2004 | LINEAR           |
| 180514 - | 2004 DB21                | 17 febbraio 2004 | LINEAR           |
| 180515 - | 2004 DB26                | 16 febbraio 2004 | LINEAR           |
| 180516 - | 2004 DL30                | 17 febbraio 2004 | LINEAR           |
| 180517 - | 2004 DX30                | 17 febbraio 2004 | LINEAR           |
| 180518 - | 2004 DP32                | 18 febbraio 2004 | Spacewatch       |
| 180519 - | 2004 DZ32                | 18 febbraio 2004 | LINEAR           |
| 180520 - | 2004 DA33                | 18 febbraio 2004 | LINEAR           |
| 180521 - | 2004 DJ35                | 19 febbraio 2004 | LINEAR           |
| 180522 - | 2004 DS36                | 19 febbraio 2004 | LINEAR           |
| 180523 - | 2004 DR38                | 20 febbraio 2004 | Klet             |
| 180524 - | 2004 DK39                | 22 febbraio 2004 | Spacewatch       |
| 180525 - | 2004 DN42                | 19 febbraio 2004 | LINEAR           |
| 180526 - | 2004 DB45                | 23 febbraio 2004 | LINEAR           |
| 180527 - | 2004 DL47                | 19 febbraio 2004 | LINEAR           |
| 180528 - | 2004 DJ48                | 19 febbraio 2004 | LINEAR           |
| 180529 - | 2004 DS48                | 19 febbraio 2004 | LINEAR           |
| 180530 - | 2004 DV51                | 23 febbraio 2004 | LINEAR           |
| 180531 - | 2004 DK55                | 22 febbraio 2004 | Spacewatch       |
| 180532 - | 2004 DU59                | 25 febbraio 2004 | LINEAR           |
| 180533 - | 2004 DO70                | 26 febbraio 2004 | LINEAR           |
| 180534 - | 2004 DE74                | 17 febbraio 2004 | Spacewatch       |
| 180535 - | 2004 DE77                | 18 febbraio 2004 | LINEAR           |
| 180536 - | 2004 EV                  | 1 marzo 2004     | CSS              |
| 180537 - | 2004 EB1                 | 14 marzo 2004    | Young, J. W.     |
| 180538 - | 2004 EA5                 | 11 marzo 2004    | NEAT             |
| 180539 - | 2004 EJ8                 | 13 marzo 2004    | NEAT             |
| 180540 - | 2004 EY9                 | 11 marzo 2004    | NEAT             |
| 180541 - | 2004 ES10                | 15 marzo 2004    | Yeung, W. K. Y.  |
| 180542 - | 2004 ER11                | 10 marzo 2004    | NEAT             |
| 180543 - | 2004 EY14                | 11 marzo 2004    | NEAT             |
| 180544 - | 2004 ET15                | 12 marzo 2004    | NEAT             |
| 180545 - | 2004 EJ16                | 12 marzo 2004    | NEAT             |
| 180546 - | 2004 ED17                | 12 marzo 2004    | NEAT             |
| 180547 - | 2004 EO17                | 12 marzo 2004    | NEAT             |
| 180548 - | 2004 EQ17                | 12 marzo 2004    | NEAT             |
| 180549 - | 2004 EV19                | 14 marzo 2004    | LINEAR           |
| 180550 - | 2004 EX20                | 15 marzo 2004    | LINEAR           |
| 180551 - | 2004 EE22                | 15 marzo 2004    | LINEAR           |
| 180552 - | 2004 EB24                | 15 marzo 2004    | CSS              |
| 180553 - | 2004 ED24                | 15 marzo 2004    | Goodricke-Pigott |
| 180554 - | 2004 EH24                | 15 marzo 2004    | Crni Vrh         |
| 180555 - | 2004 ER25                | 13 marzo 2004    | NEAT             |
| 180556 - | 2004 EV25                | 13 marzo 2004    | NEAT             |
| 180557 - | 2004 ET34                | 12 marzo 2004    | NEAT             |
| 180558 - | 2004 EF47                | 15 marzo 2004    | Spacewatch       |
| 180559 - | 2004 ES53                | 15 marzo 2004    | LINEAR           |
| 180560 - | 2004 EB54                | 15 marzo 2004    | CINEOS           |
| 180561 - | 2004 EU56                | 14 marzo 2004    | NEAT             |
| 180562 - | 2004 EC66                | 14 marzo 2004    | Spacewatch       |
| 180563 - | 2004 EB67                | 15 marzo 2004    | Spacewatch       |
| 180564 - | 2004 EM68                | 15 marzo 2004    | LINEAR           |
| 180565 - | 2004 EU70                | 15 marzo 2004    | Spacewatch       |
| 180566 - | 2004 EE73                | 15 marzo 2004    | CSS              |
| 180567 - | 2004 ET80                | 15 marzo 2004    | CSS              |
| 180568 - | 2004 EC84                | 14 marzo 2004    | NEAT             |
| 180569 - | 2004 ED84                | 14 marzo 2004    | NEAT             |
| 180570 - | 2004 EQ86                | 15 marzo 2004    | Spacewatch       |
| 180571 - | 2004 EA87                | 15 marzo 2004    | Spacewatch       |
| 180572 - | 2004 ER102               | 15 marzo 2004    | Spacewatch       |
| 180573 - | 2004 EF106               | 15 marzo 2004    | Spacewatch       |
| 180574 - | 2004 EP108               | 15 marzo 2004    | Spacewatch       |
| 180575 - | 2004 FU7                 | 16 marzo 2004    | LINEAR           |
| 180576 - | 2004 FV7                 | 16 marzo 2004    | NEAT             |
| 180577 - | 2004 FA10                | 16 marzo 2004    | CINEOS           |
| 180578 - | 2004 FL18                | 28 marzo 2004    | Yeung, W. K. Y.  |
| 180579 - | 2004 FU19                | 16 marzo 2004    | LINEAR           |
| 180580 - | 2004 FF20                | 16 marzo 2004    | LINEAR           |
| 180581 - | 2004 FS20                | 16 marzo 2004    | CSS              |
| 180582 - | 2004 FU22                | 17 marzo 2004    | Spacewatch       |
| 180583 - | 2004 FP24                | 17 marzo 2004    | LINEAR           |
| 180584 - | 2004 FD27                | 17 marzo 2004    | Spacewatch       |
| 180585 - | 2004 FJ35                | 16 marzo 2004    | Spacewatch       |
| 180586 - | 2004 FL35                | 16 marzo 2004    | LINEAR           |
| 180587 - | 2004 FQ35                | 16 marzo 2004    | LINEAR           |
| 180588 - | 2004 FK41                | 18 marzo 2004    | LINEAR           |
| 180589 - | 2004 FR41                | 21 marzo 2004    | LONEOS           |
| 180590 - | 2004 FN44                | 16 marzo 2004    | Yeung, W. K. Y.  |
| 180591 - | 2004 FC47                | 18 marzo 2004    | Spacewatch       |
| 180592 - | 2004 FK49                | 18 marzo 2004    | LINEAR           |
| 180593 - | 2004 FG51                | 19 marzo 2004    | NEAT             |
| 180594 - | 2004 FH61                | 19 marzo 2004    | LINEAR           |
| 180595 - | 2004 FP61                | 19 marzo 2004    | LINEAR           |
| 180596 - | 2004 FJ63                | 19 marzo 2004    | LINEAR           |
| 180597 - | 2004 FL64                | 19 marzo 2004    | LINEAR           |
| 180598 - | 2004 FS64                | 19 marzo 2004    | LINEAR           |
| 180599 - | 2004 FQ79                | 20 marzo 2004    | NEAT             |
| 180600 - | 2004 FV79                | 20 marzo 2004    | Spacewatch       |

## 180601-180700
| Nome           | Designazione provvisoria | Data di scoperta | Scopritore           |
| -------------- | ------------------------ | ---------------- | -------------------- |
| 180601 -       | 2004 FH81                | 16 marzo 2004    | LINEAR               |
| 180602 -       | 2004 FM82                | 17 marzo 2004    | Spacewatch           |
| 180603 -       | 2004 FY83                | 18 marzo 2004    | Spacewatch           |
| 180604 -       | 2004 FX89                | 20 marzo 2004    | LINEAR               |
| 180605 -       | 2004 FC92                | 29 marzo 2004    | LINEAR               |
| 180606 -       | 2004 FE94                | 22 marzo 2004    | LINEAR               |
| 180607 -       | 2004 FM94                | 23 marzo 2004    | Spacewatch           |
| 180608 -       | 2004 FB96                | 23 marzo 2004    | LINEAR               |
| 180609 -       | 2004 FQ97                | 23 marzo 2004    | LINEAR               |
| 180610 -       | 2004 FD100               | 23 marzo 2004    | Spacewatch           |
| 180611 -       | 2004 FD105               | 23 marzo 2004    | LINEAR               |
| 180612 -       | 2004 FP106               | 20 marzo 2004    | LINEAR               |
| 180613 -       | 2004 FM108               | 23 marzo 2004    | Spacewatch           |
| 180614 -       | 2004 FV116               | 23 marzo 2004    | LINEAR               |
| 180615 -       | 2004 FZ117               | 22 marzo 2004    | LINEAR               |
| 180616 -       | 2004 FQ118               | 22 marzo 2004    | LINEAR               |
| 180617 -       | 2004 FZ118               | 22 marzo 2004    | LINEAR               |
| 180618 -       | 2004 FD121               | 23 marzo 2004    | LINEAR               |
| 180619 -       | 2004 FZ121               | 24 marzo 2004    | LONEOS               |
| 180620 -       | 2004 FE126               | 27 marzo 2004    | LINEAR               |
| 180621 -       | 2004 FM126               | 27 marzo 2004    | LINEAR               |
| 180622 -       | 2004 FD127               | 27 marzo 2004    | LINEAR               |
| 180623 -       | 2004 FJ127               | 27 marzo 2004    | LINEAR               |
| 180624 -       | 2004 FW127               | 27 marzo 2004    | LINEAR               |
| 180625 -       | 2004 FW134               | 26 marzo 2004    | LINEAR               |
| 180626 -       | 2004 FL136               | 27 marzo 2004    | LONEOS               |
| 180627 -       | 2004 FD137               | 28 marzo 2004    | LONEOS               |
| 180628 -       | 2004 FE137               | 28 marzo 2004    | CSS                  |
| 180629 -       | 2004 FY139               | 26 marzo 2004    | LINEAR               |
| 180630 -       | 2004 FQ141               | 27 marzo 2004    | LINEAR               |
| 180631 -       | 2004 FF148               | 19 marzo 2004    | LINEAR               |
| 180632 -       | 2004 FG160               | 18 marzo 2004    | LINEAR               |
| 180633 -       | 2004 FL160               | 18 marzo 2004    | LINEAR               |
| 180634 -       | 2004 FG161               | 18 marzo 2004    | Spacewatch           |
| 180635 -       | 2004 FG165               | 27 marzo 2004    | LINEAR               |
| 180636 -       | 2004 GG4                 | 11 aprile 2004   | NEAT                 |
| 180637 -       | 2004 GC5                 | 11 aprile 2004   | NEAT                 |
| 180638 -       | 2004 GK7                 | 12 aprile 2004   | Spacewatch           |
| 180639 -       | 2004 GQ9                 | 12 aprile 2004   | Spacewatch           |
| 180640 -       | 2004 GJ14                | 13 aprile 2004   | CSS                  |
| 180641 -       | 2004 GL14                | 13 aprile 2004   | Spacewatch           |
| 180642 -       | 2004 GY17                | 12 aprile 2004   | Spacewatch           |
| 180643 Cardoen | 2004 GK20                | 14 aprile 2004   | Ory, M.              |
| 180644 -       | 2004 GO22                | 12 aprile 2004   | NEAT                 |
| 180645 -       | 2004 GD23                | 12 aprile 2004   | Spacewatch           |
| 180646 -       | 2004 GE26                | 14 aprile 2004   | Spacewatch           |
| 180647 -       | 2004 GQ27                | 15 aprile 2004   | NEAT                 |
| 180648 -       | 2004 GY29                | 12 aprile 2004   | Spacewatch           |
| 180649 -       | 2004 GK30                | 12 aprile 2004   | Spacewatch           |
| 180650 -       | 2004 GK32                | 12 aprile 2004   | NEAT                 |
| 180651 -       | 2004 GT33                | 12 aprile 2004   | Spacewatch           |
| 180652 -       | 2004 GE34                | 12 aprile 2004   | Siding Spring Survey |
| 180653 -       | 2004 GR34                | 13 aprile 2004   | Spacewatch           |
| 180654 -       | 2004 GZ34                | 13 aprile 2004   | NEAT                 |
| 180655 -       | 2004 GP35                | 13 aprile 2004   | NEAT                 |
| 180656 -       | 2004 GH36                | 13 aprile 2004   | NEAT                 |
| 180657 -       | 2004 GL36                | 13 aprile 2004   | NEAT                 |
| 180658 -       | 2004 GF40                | 11 aprile 2004   | NEAT                 |
| 180659 -       | 2004 GL41                | 13 aprile 2004   | NEAT                 |
| 180660 -       | 2004 GQ42                | 15 aprile 2004   | CSS                  |
| 180661 -       | 2004 GB43                | 15 aprile 2004   | NEAT                 |
| 180662 -       | 2004 GQ46                | 12 aprile 2004   | Spacewatch           |
| 180663 -       | 2004 GW46                | 12 aprile 2004   | Spacewatch           |
| 180664 -       | 2004 GD60                | 14 aprile 2004   | Spacewatch           |
| 180665 -       | 2004 GF60                | 14 aprile 2004   | Spacewatch           |
| 180666 -       | 2004 GC61                | 15 aprile 2004   | LONEOS               |
| 180667 -       | 2004 GW63                | 13 aprile 2004   | Spacewatch           |
| 180668 -       | 2004 GG65                | 13 aprile 2004   | Spacewatch           |
| 180669 -       | 2004 GQ65                | 13 aprile 2004   | Spacewatch           |
| 180670 -       | 2004 GW72                | 14 aprile 2004   | Spacewatch           |
| 180671 -       | 2004 GX72                | 14 aprile 2004   | LONEOS               |
| 180672 -       | 2004 GC74                | 13 aprile 2004   | Siding Spring Survey |
| 180673 -       | 2004 GL74                | 15 aprile 2004   | NEAT                 |
| 180674 -       | 2004 GW76                | 15 aprile 2004   | NEAT                 |
| 180675 -       | 2004 GK77                | 14 aprile 2004   | LINEAR               |
| 180676 -       | 2004 GL77                | 14 aprile 2004   | LINEAR               |
| 180677 -       | 2004 GL79                | 12 aprile 2004   | Spacewatch           |
| 180678 -       | 2004 GZ81                | 13 aprile 2004   | CSS                  |
| 180679 -       | 2004 GM82                | 14 aprile 2004   | Spacewatch           |
| 180680 -       | 2004 GE83                | 14 aprile 2004   | Spacewatch           |
| 180681 -       | 2004 GG87                | 14 aprile 2004   | Siding Spring Survey |
| 180682 -       | 2004 GK87                | 15 aprile 2004   | NEAT                 |
| 180683 -       | 2004 HF                  | 16 aprile 2004   | Ball, L.             |
| 180684 -       | 2004 HW1                 | 20 aprile 2004   | Yeung, W. K. Y.      |
| 180685 -       | 2004 HC6                 | 17 aprile 2004   | LINEAR               |
| 180686 -       | 2004 HN6                 | 17 aprile 2004   | LINEAR               |
| 180687 -       | 2004 HO7                 | 19 aprile 2004   | LINEAR               |
| 180688 -       | 2004 HN10                | 17 aprile 2004   | LINEAR               |
| 180689 -       | 2004 HU10                | 17 aprile 2004   | LONEOS               |
| 180690 -       | 2004 HG15                | 16 aprile 2004   | Spacewatch           |
| 180691 -       | 2004 HH19                | 19 aprile 2004   | LINEAR               |
| 180692 -       | 2004 HH24                | 16 aprile 2004   | NEAT                 |
| 180693 -       | 2004 HB26                | 19 aprile 2004   | LINEAR               |
| 180694 -       | 2004 HD28                | 20 aprile 2004   | LINEAR               |
| 180695 -       | 2004 HA31                | 21 aprile 2004   | Broughton, J.        |
| 180696 -       | 2004 HO31                | 19 aprile 2004   | LINEAR               |
| 180697 -       | 2004 HF32                | 20 aprile 2004   | Spacewatch           |
| 180698 -       | 2004 HH32                | 20 aprile 2004   | Spacewatch           |
| 180699 -       | 2004 HZ33                | 16 aprile 2004   | LINEAR               |
| 180700 -       | 2004 HA44                | 21 aprile 2004   | LINEAR               |

## 180701-180800
| Nome          | Designazione provvisoria | Data di scoperta  | Scopritore               |
| ------------- | ------------------------ | ----------------- | ------------------------ |
| 180701 -      | 2004 HQ44                | 21 aprile 2004    | LINEAR                   |
| 180702 -      | 2004 HX45                | 21 aprile 2004    | LINEAR                   |
| 180703 -      | 2004 HW46                | 22 aprile 2004    | LINEAR                   |
| 180704 -      | 2004 HM48                | 22 aprile 2004    | Siding Spring Survey     |
| 180705 -      | 2004 HA50                | 23 aprile 2004    | Spacewatch               |
| 180706 -      | 2004 HJ50                | 23 aprile 2004    | CSS                      |
| 180707 -      | 2004 HK50                | 23 aprile 2004    | CSS                      |
| 180708 -      | 2004 HD51                | 23 aprile 2004    | Siding Spring Survey     |
| 180709 -      | 2004 HA62                | 26 aprile 2004    | Spacewatch               |
| 180710 -      | 2004 HE67                | 21 aprile 2004    | Spacewatch               |
| 180711 -      | 2004 HF78                | 21 aprile 2004    | Spacewatch               |
| 180712 -      | 2004 HL78                | 21 aprile 2004    | Spacewatch               |
| 180713 -      | 2004 JM5                 | 10 maggio 2004    | CSS                      |
| 180714 -      | 2004 JS9                 | 13 maggio 2004    | Spacewatch               |
| 180715 -      | 2004 JN11                | 13 maggio 2004    | LONEOS                   |
| 180716 -      | 2004 JH12                | 13 maggio 2004    | NEAT                     |
| 180717 -      | 2004 JP17                | 12 maggio 2004    | Siding Spring Survey     |
| 180718 -      | 2004 JD20                | 14 maggio 2004    | CSS                      |
| 180719 -      | 2004 JR21                | 9 maggio 2004     | Spacewatch               |
| 180720 -      | 2004 JM22                | 9 maggio 2004     | Spacewatch               |
| 180721 -      | 2004 JV22                | 10 maggio 2004    | NEAT                     |
| 180722 -      | 2004 JC24                | 15 maggio 2004    | LINEAR                   |
| 180723 -      | 2004 JG25                | 15 maggio 2004    | LINEAR                   |
| 180724 -      | 2004 JU25                | 15 maggio 2004    | LINEAR                   |
| 180725 -      | 2004 JA26                | 15 maggio 2004    | LINEAR                   |
| 180726 -      | 2004 JM26                | 15 maggio 2004    | LINEAR                   |
| 180727 -      | 2004 JT26                | 15 maggio 2004    | LINEAR                   |
| 180728 -      | 2004 JM27                | 15 maggio 2004    | LINEAR                   |
| 180729 -      | 2004 JE32                | 13 maggio 2004    | LONEOS                   |
| 180730 -      | 2004 JG33                | 15 maggio 2004    | LINEAR                   |
| 180731 -      | 2004 JW35                | 13 maggio 2004    | Young, J. W.             |
| 180732 -      | 2004 JU40                | 14 maggio 2004    | Spacewatch               |
| 180733 -      | 2004 JH42                | 15 maggio 2004    | Needville                |
| 180734 -      | 2004 JE44                | 12 maggio 2004    | LONEOS                   |
| 180735 -      | 2004 JF44                | 12 maggio 2004    | LONEOS                   |
| 180736 -      | 2004 JG45                | 12 maggio 2004    | Goodricke-Pigott         |
| 180737 -      | 2004 JH55                | 10 maggio 2004    | Spacewatch               |
| 180738 -      | 2004 KW3                 | 16 maggio 2004    | LINEAR                   |
| 180739 Barbet | 2004 KX7                 | 19 maggio 2004    | Christophe, B.           |
| 180740 -      | 2004 KB14                | 22 maggio 2004    | CSS                      |
| 180741 -      | 2004 KL16                | 27 maggio 2004    | Tenagra II               |
| 180742 -      | 2004 LL2                 | 6 giugno 2004     | CSS                      |
| 180743 -      | 2004 LR3                 | 11 giugno 2004    | NEAT                     |
| 180744 -      | 2004 LM4                 | 11 giugno 2004    | LINEAR                   |
| 180745 -      | 2004 LK7                 | 11 giugno 2004    | LINEAR                   |
| 180746 -      | 2004 LA11                | 10 giugno 2004    | CINEOS                   |
| 180747 -      | 2004 LU14                | 11 giugno 2004    | Spacewatch               |
| 180748 -      | 2004 LB16                | 12 giugno 2004    | LINEAR                   |
| 180749 -      | 2004 LT16                | 14 giugno 2004    | LINEAR                   |
| 180750 -      | 2004 LG21                | 12 giugno 2004    | LINEAR                   |
| 180751 -      | 2004 LR26                | 12 giugno 2004    | LINEAR                   |
| 180752 -      | 2004 NF                  | 8 luglio 2004     | Broughton, J.            |
| 180753 -      | 2004 NY14                | 11 luglio 2004    | LINEAR                   |
| 180754 -      | 2004 NK27                | 11 luglio 2004    | LINEAR                   |
| 180755 -      | 2004 NC29                | 14 luglio 2004    | LINEAR                   |
| 180756 -      | 2004 NF30                | 15 luglio 2004    | Siding Spring Survey     |
| 180757 -      | 2004 NE33                | 14 luglio 2004    | Siding Spring Survey     |
| 180758 -      | 2004 OF2                 | 16 luglio 2004    | LINEAR                   |
| 180759 -      | 2004 OQ5                 | 18 luglio 2004    | LINEAR                   |
| 180760 -      | 2004 OV5                 | 18 luglio 2004    | Broughton, J.            |
| 180761 -      | 2004 OK6                 | 16 luglio 2004    | LINEAR                   |
| 180762 -      | 2004 PC14                | 7 agosto 2004     | NEAT                     |
| 180763 -      | 2004 PA15                | 7 agosto 2004     | NEAT                     |
| 180764 -      | 2004 PO16                | 7 agosto 2004     | NEAT                     |
| 180765 -      | 2004 PJ18                | 8 agosto 2004     | LONEOS                   |
| 180766 -      | 2004 PN22                | 8 agosto 2004     | LINEAR                   |
| 180767 -      | 2004 PC36                | 8 agosto 2004     | CINEOS                   |
| 180768 -      | 2004 PK54                | 8 agosto 2004     | LONEOS                   |
| 180769 -      | 2004 PE58                | 9 agosto 2004     | LINEAR                   |
| 180770 -      | 2004 PQ63                | 10 agosto 2004    | LINEAR                   |
| 180771 -      | 2004 PZ73                | 8 agosto 2004     | LINEAR                   |
| 180772 -      | 2004 PZ81                | 10 agosto 2004    | LONEOS                   |
| 180773 -      | 2004 PB105               | 12 agosto 2004    | NEAT                     |
| 180774 -      | 2004 QB1                 | 17 agosto 2004    | LINEAR                   |
| 180775 -      | 2004 QP8                 | 16 agosto 2004    | Siding Spring Survey     |
| 180776 -      | 2004 QY10                | 21 agosto 2004    | Siding Spring Survey     |
| 180777 -      | 2004 QU25                | 27 agosto 2004    | LONEOS                   |
| 180778 -      | 2004 RN16                | 7 settembre 2004  | LINEAR                   |
| 180779 -      | 2004 RZ30                | 7 settembre 2004  | LINEAR                   |
| 180780 -      | 2004 RY48                | 8 settembre 2004  | LINEAR                   |
| 180781 -      | 2004 RU54                | 8 settembre 2004  | LINEAR                   |
| 180782 -      | 2004 RH139               | 8 settembre 2004  | LINEAR                   |
| 180783 -      | 2004 RK146               | 9 settembre 2004  | LINEAR                   |
| 180784 -      | 2004 RB152               | 10 settembre 2004 | LINEAR                   |
| 180785 -      | 2004 RE152               | 10 settembre 2004 | LINEAR                   |
| 180786 -      | 2004 RO182               | 10 settembre 2004 | LINEAR                   |
| 180787 -      | 2004 RY189               | 10 settembre 2004 | LINEAR                   |
| 180788 -      | 2004 RF195               | 10 settembre 2004 | LINEAR                   |
| 180789 -      | 2004 RU216               | 11 settembre 2004 | LINEAR                   |
| 180790 -      | 2004 SX9                 | 16 settembre 2004 | Siding Spring Survey     |
| 180791 -      | 2004 SO18                | 18 settembre 2004 | LINEAR                   |
| 180792 -      | 2004 TZ338               | 12 ottobre 2004   | LONEOS                   |
| 180793 -      | 2004 XL23                | 8 dicembre 2004   | LINEAR                   |
| 180794 -      | 2004 XD101               | 14 dicembre 2004  | LINEAR                   |
| 180795 -      | 2004 YT4                 | 17 dicembre 2004  | LONEOS                   |
| 180796 -      | 2005 CB69                | 14 febbraio 2005  | Boattini, A., Scholl, H. |
| 180797 -      | 2005 EM7                 | 1 marzo 2005      | Spacewatch               |
| 180798 -      | 2005 EP23                | 3 marzo 2005      | CSS                      |
| 180799 -      | 2005 EZ34                | 3 marzo 2005      | Spacewatch               |
| 180800 -      | 2005 ER64                | 4 marzo 2005      | Mount Lemmon Survey      |

## 180801-180900
| Nome             | Designazione provvisoria | Data di scoperta | Scopritore           |
| ---------------- | ------------------------ | ---------------- | -------------------- |
| 180801 -         | 2005 ET99                | 3 marzo 2005     | CSS                  |
| 180802 -         | 2005 EL101               | 3 marzo 2005     | Spacewatch           |
| 180803 -         | 2005 EN117               | 4 marzo 2005     | Mount Lemmon Survey  |
| 180804 -         | 2005 ET117               | 4 marzo 2005     | Mount Lemmon Survey  |
| 180805 -         | 2005 EL148               | 10 marzo 2005    | Spacewatch           |
| 180806 -         | 2005 EB151               | 10 marzo 2005    | Spacewatch           |
| 180807 -         | 2005 EG164               | 10 marzo 2005    | Mount Lemmon Survey  |
| 180808 -         | 2005 EU168               | 11 marzo 2005    | Mount Lemmon Survey  |
| 180809 -         | 2005 EG179               | 9 marzo 2005     | Spacewatch           |
| 180810 -         | 2005 EK206               | 13 marzo 2005    | CSS                  |
| 180811 -         | 2005 ET206               | 13 marzo 2005    | Spacewatch           |
| 180812 -         | 2005 EB211               | 4 marzo 2005     | CSS                  |
| 180813 -         | 2005 EE239               | 11 marzo 2005    | Spacewatch           |
| 180814 -         | 2005 EU268               | 14 marzo 2005    | Mount Lemmon Survey  |
| 180815 -         | 2005 EB277               | 8 marzo 2005     | Mount Lemmon Survey  |
| 180816 -         | 2005 EO280               | 10 marzo 2005    | CSS                  |
| 180817 -         | 2005 EG324               | 8 marzo 2005     | Mount Lemmon Survey  |
| 180818 -         | 2005 FH4                 | 30 marzo 2005    | CSS                  |
| 180819 -         | 2005 FP6                 | 30 marzo 2005    | CSS                  |
| 180820 -         | 2005 FH11                | 17 marzo 2005    | Spacewatch           |
| 180821 -         | 2005 GZ3                 | 1 aprile 2005    | Spacewatch           |
| 180822 -         | 2005 GO4                 | 1 aprile 2005    | Spacewatch           |
| 180823 -         | 2005 GB5                 | 1 aprile 2005    | Spacewatch           |
| 180824 Kabos     | 2005 GU8                 | 2 aprile 2005    | Piszkesteto          |
| 180825 -         | 2005 GS9                 | 2 aprile 2005    | McNaught, R. H.      |
| 180826 -         | 2005 GP19                | 2 aprile 2005    | Mount Lemmon Survey  |
| 180827 -         | 2005 GV26                | 2 aprile 2005    | LONEOS               |
| 180828 -         | 2005 GG38                | 3 aprile 2005    | NEAT                 |
| 180829 -         | 2005 GK43                | 5 aprile 2005    | NEAT                 |
| 180830 -         | 2005 GT43                | 5 aprile 2005    | LONEOS               |
| 180831 -         | 2005 GO46                | 5 aprile 2005    | Mount Lemmon Survey  |
| 180832 -         | 2005 GP46                | 5 aprile 2005    | Mount Lemmon Survey  |
| 180833 -         | 2005 GP53                | 2 aprile 2005    | Mount Lemmon Survey  |
| 180834 -         | 2005 GC58                | 6 aprile 2005    | Mount Lemmon Survey  |
| 180835 -         | 2005 GX60                | 9 aprile 2005    | Lowe, A.             |
| 180836 -         | 2005 GG68                | 2 aprile 2005    | Mount Lemmon Survey  |
| 180837 -         | 2005 GZ72                | 4 aprile 2005    | CSS                  |
| 180838 -         | 2005 GG76                | 5 aprile 2005    | CSS                  |
| 180839 -         | 2005 GE80                | 7 aprile 2005    | Spacewatch           |
| 180840 -         | 2005 GM86                | 4 aprile 2005    | LINEAR               |
| 180841 -         | 2005 GH88                | 5 aprile 2005    | CSS                  |
| 180842 -         | 2005 GN93                | 6 aprile 2005    | Spacewatch           |
| 180843 -         | 2005 GR107               | 10 aprile 2005   | Mount Lemmon Survey  |
| 180844 -         | 2005 GX113               | 9 aprile 2005    | LINEAR               |
| 180845 -         | 2005 GG114               | 10 aprile 2005   | Mount Lemmon Survey  |
| 180846 -         | 2005 GE133               | 10 aprile 2005   | Spacewatch           |
| 180847 -         | 2005 GM136               | 10 aprile 2005   | Spacewatch           |
| 180848 -         | 2005 GV152               | 13 aprile 2005   | LONEOS               |
| 180849 -         | 2005 GX152               | 13 aprile 2005   | LONEOS               |
| 180850 -         | 2005 GX160               | 13 aprile 2005   | LONEOS               |
| 180851 -         | 2005 GZ161               | 14 aprile 2005   | CSS                  |
| 180852 -         | 2005 GA167               | 11 aprile 2005   | Mount Lemmon Survey  |
| 180853 -         | 2005 GR167               | 11 aprile 2005   | Mount Lemmon Survey  |
| 180854 -         | 2005 GF169               | 12 aprile 2005   | Spacewatch           |
| 180855 Debrarose | 2005 GO205               | 11 aprile 2005   | Buie, M. W.          |
| 180856 -         | 2005 HX5                 | 30 aprile 2005   | Spacewatch           |
| 180857 Hofigéza  | 2005 HG7                 | 28 aprile 2005   | Sárneczky, K.        |
| 180858 -         | 2005 HX7                 | 30 aprile 2005   | NEAT                 |
| 180859 -         | 2005 JA17                | 4 maggio 2005    | NEAT                 |
| 180860 -         | 2005 JR19                | 4 maggio 2005    | LINEAR               |
| 180861 -         | 2005 JS22                | 1 maggio 2005    | NEAT                 |
| 180862 -         | 2005 JM26                | 3 maggio 2005    | Spacewatch           |
| 180863 -         | 2005 JE27                | 3 maggio 2005    | Spacewatch           |
| 180864 -         | 2005 JL27                | 3 maggio 2005    | LINEAR               |
| 180865 -         | 2005 JW28                | 3 maggio 2005    | Spacewatch           |
| 180866 -         | 2005 JC35                | 4 maggio 2005    | Spacewatch           |
| 180867 -         | 2005 JO41                | 7 maggio 2005    | Mount Lemmon Survey  |
| 180868 -         | 2005 JP42                | 8 maggio 2005    | LONEOS               |
| 180869 -         | 2005 JZ42                | 8 maggio 2005    | LINEAR               |
| 180870 -         | 2005 JR44                | 8 maggio 2005    | Mount Lemmon Survey  |
| 180871 -         | 2005 JS54                | 4 maggio 2005    | Mount Lemmon Survey  |
| 180872 -         | 2005 JQ74                | 8 maggio 2005    | Mount Lemmon Survey  |
| 180873 -         | 2005 JZ74                | 8 maggio 2005    | Siding Spring Survey |
| 180874 -         | 2005 JW81                | 3 maggio 2005    | Spacewatch           |
| 180875 -         | 2005 JR84                | 8 maggio 2005    | CSS                  |
| 180876 -         | 2005 JU88                | 10 maggio 2005   | Spacewatch           |
| 180877 -         | 2005 JF90                | 11 maggio 2005   | Mount Lemmon Survey  |
| 180878 -         | 2005 JQ91                | 10 maggio 2005   | Mount Lemmon Survey  |
| 180879 -         | 2005 JU93                | 11 maggio 2005   | NEAT                 |
| 180880 -         | 2005 JN101               | 9 maggio 2005    | Mount Lemmon Survey  |
| 180881 -         | 2005 JK104               | 10 maggio 2005   | Mount Lemmon Survey  |
| 180882 -         | 2005 JU111               | 9 maggio 2005    | LONEOS               |
| 180883 -         | 2005 JQ112               | 9 maggio 2005    | CSS                  |
| 180884 -         | 2005 JG117               | 10 maggio 2005   | Spacewatch           |
| 180885 -         | 2005 JX122               | 11 maggio 2005   | Spacewatch           |
| 180886 -         | 2005 JZ122               | 11 maggio 2005   | Spacewatch           |
| 180887 -         | 2005 JY124               | 11 maggio 2005   | Spacewatch           |
| 180888 -         | 2005 JW125               | 11 maggio 2005   | NEAT                 |
| 180889 -         | 2005 JR133               | 14 maggio 2005   | Spacewatch           |
| 180890 -         | 2005 JL135               | 15 maggio 2005   | Mount Lemmon Survey  |
| 180891 -         | 2005 JL137               | 13 maggio 2005   | Spacewatch           |
| 180892 -         | 2005 JZ144               | 15 maggio 2005   | Mount Lemmon Survey  |
| 180893 -         | 2005 JU146               | 14 maggio 2005   | Spacewatch           |
| 180894 -         | 2005 JV149               | 3 maggio 2005    | Spacewatch           |
| 180895 -         | 2005 JQ156               | 4 maggio 2005    | NEAT                 |
| 180896 -         | 2005 JP160               | 8 maggio 2005    | LONEOS               |
| 180897 -         | 2005 JC161               | 8 maggio 2005    | Spacewatch           |
| 180898 -         | 2005 JQ162               | 8 maggio 2005    | Spacewatch           |
| 180899 -         | 2005 JC163               | 8 maggio 2005    | Mount Lemmon Survey  |
| 180900 -         | 2005 JD165               | 10 maggio 2005   | Mount Lemmon Survey  |

## 180901-181000
| Nome               | Designazione provvisoria | Data di scoperta | Scopritore           |
| ------------------ | ------------------------ | ---------------- | -------------------- |
| 180901 -           | 2005 JL167               | 12 maggio 2005   | LINEAR               |
| 180902 -           | 2005 JX167               | 13 maggio 2005   | Mount Lemmon Survey  |
| 180903 -           | 2005 JW178               | 13 maggio 2005   | Spacewatch           |
| 180904 -           | 2005 JG179               | 14 maggio 2005   | NEAT                 |
| 180905 -           | 2005 JU181               | 1 maggio 2005    | NEAT                 |
| 180906 -           | 2005 KB6                 | 18 maggio 2005   | NEAT                 |
| 180907 -           | 2005 KW7                 | 20 maggio 2005   | Mount Lemmon Survey  |
| 180908 -           | 2005 KT8                 | 16 maggio 2005   | Mount Lemmon Survey  |
| 180909 -           | 2005 KA10                | 30 maggio 2005   | Broughton, J.        |
| 180910 -           | 2005 KB11                | 31 maggio 2005   | Broughton, J.        |
| 180911 -           | 2005 KN11                | 30 maggio 2005   | Siding Spring Survey |
| 180912 -           | 2005 LY2                 | 2 giugno 2005    | CSS                  |
| 180913 -           | 2005 LD4                 | 1 giugno 2005    | Spacewatch           |
| 180914 -           | 2005 LM5                 | 2 giugno 2005    | Siding Spring Survey |
| 180915 -           | 2005 LO5                 | 2 giugno 2005    | Siding Spring Survey |
| 180916 -           | 2005 LU9                 | 1 giugno 2005    | Spacewatch           |
| 180917 -           | 2005 LZ9                 | 2 giugno 2005    | Siding Spring Survey |
| 180918 -           | 2005 LJ11                | 3 giugno 2005    | Spacewatch           |
| 180919 -           | 2005 LU14                | 5 giugno 2005    | Spacewatch           |
| 180920 -           | 2005 LN16                | 5 giugno 2005    | Spacewatch           |
| 180921 -           | 2005 LV16                | 6 giugno 2005    | Spacewatch           |
| 180922 -           | 2005 LY16                | 6 giugno 2005    | Spacewatch           |
| 180923 -           | 2005 LG17                | 6 giugno 2005    | Spacewatch           |
| 180924 -           | 2005 LH17                | 6 giugno 2005    | Spacewatch           |
| 180925 -           | 2005 LY23                | 3 giugno 2005    | Siding Spring Survey |
| 180926 -           | 2005 LD24                | 11 giugno 2005   | Junk Bond            |
| 180927 -           | 2005 LX24                | 7 giugno 2005    | CSS                  |
| 180928 -           | 2005 LX26                | 8 giugno 2005    | Spacewatch           |
| 180929 -           | 2005 LG27                | 9 giugno 2005    | Spacewatch           |
| 180930 -           | 2005 LS30                | 12 giugno 2005   | Spacewatch           |
| 180931 -           | 2005 LW30                | 12 giugno 2005   | 7300                 |
| 180932 -           | 2005 LG31                | 13 giugno 2005   | Mount Lemmon Survey  |
| 180933 -           | 2005 LR32                | 9 giugno 2005    | Spacewatch           |
| 180934 -           | 2005 LE33                | 10 giugno 2005   | Spacewatch           |
| 180935 -           | 2005 LP38                | 11 giugno 2005   | Spacewatch           |
| 180936 -           | 2005 LM40                | 14 giugno 2005   | Spacewatch           |
| 180937 -           | 2005 LM41                | 12 giugno 2005   | Spacewatch           |
| 180938 -           | 2005 LH45                | 13 giugno 2005   | Spacewatch           |
| 180939 -           | 2005 LE51                | 13 giugno 2005   | Mount Lemmon Survey  |
| 180940 Bighornfire | 2005 ML2                 | 17 giugno 2005   | Mount Lemmon Survey  |
| 180941 -           | 2005 MX2                 | 18 giugno 2005   | Mount Lemmon Survey  |
| 180942 -           | 2005 MB3                 | 20 giugno 2005   | NEAT                 |
| 180943 -           | 2005 ML4                 | 17 giugno 2005   | Mount Lemmon Survey  |
| 180944 -           | 2005 MH8                 | 27 giugno 2005   | Spacewatch           |
| 180945 -           | 2005 MR10                | 27 giugno 2005   | Spacewatch           |
| 180946 -           | 2005 MH12                | 28 giugno 2005   | NEAT                 |
| 180947 -           | 2005 MQ13                | 27 giugno 2005   | Healy, D.            |
| 180948 -           | 2005 MT15                | 28 giugno 2005   | Mount Lemmon Survey  |
| 180949 -           | 2005 MA17                | 27 giugno 2005   | Spacewatch           |
| 180950 -           | 2005 MT17                | 27 giugno 2005   | Spacewatch           |
| 180951 -           | 2005 MZ21                | 30 giugno 2005   | Spacewatch           |
| 180952 -           | 2005 ML22                | 30 giugno 2005   | Spacewatch           |
| 180953 -           | 2005 MR22                | 30 giugno 2005   | Spacewatch           |
| 180954 -           | 2005 MU22                | 30 giugno 2005   | Spacewatch           |
| 180955 -           | 2005 MU29                | 29 giugno 2005   | Spacewatch           |
| 180956 -           | 2005 MV31                | 28 giugno 2005   | NEAT                 |
| 180957 -           | 2005 MB32                | 28 giugno 2005   | NEAT                 |
| 180958 -           | 2005 MO33                | 29 giugno 2005   | Spacewatch           |
| 180959 -           | 2005 MJ34                | 29 giugno 2005   | NEAT                 |
| 180960 -           | 2005 MX34                | 29 giugno 2005   | NEAT                 |
| 180961 -           | 2005 MJ35                | 30 giugno 2005   | Spacewatch           |
| 180962 -           | 2005 MW35                | 30 giugno 2005   | Spacewatch           |
| 180963 -           | 2005 MK36                | 30 giugno 2005   | Spacewatch           |
| 180964 -           | 2005 MS36                | 30 giugno 2005   | Spacewatch           |
| 180965 -           | 2005 MB37                | 30 giugno 2005   | Spacewatch           |
| 180966 -           | 2005 MH37                | 30 giugno 2005   | Spacewatch           |
| 180967 -           | 2005 MJ37                | 30 giugno 2005   | Spacewatch           |
| 180968 -           | 2005 MX37                | 30 giugno 2005   | NEAT                 |
| 180969 -           | 2005 MM39                | 29 giugno 2005   | Spacewatch           |
| 180970 -           | 2005 MN39                | 29 giugno 2005   | NEAT                 |
| 180971 -           | 2005 MX39                | 29 giugno 2005   | NEAT                 |
| 180972 -           | 2005 MB42                | 28 giugno 2005   | NEAT                 |
| 180973 -           | 2005 MS46                | 28 giugno 2005   | NEAT                 |
| 180974 -           | 2005 MB47                | 28 giugno 2005   | NEAT                 |
| 180975 -           | 2005 MM48                | 29 giugno 2005   | Spacewatch           |
| 180976 -           | 2005 MU49                | 30 giugno 2005   | Spacewatch           |
| 180977 -           | 2005 NB1                 | 4 luglio 2005    | Lowe, A.             |
| 180978 -           | 2005 NZ5                 | 4 luglio 2005    | Spacewatch           |
| 180979 -           | 2005 NW7                 | 1 luglio 2005    | Spacewatch           |
| 180980 -           | 2005 NQ8                 | 1 luglio 2005    | Spacewatch           |
| 180981 -           | 2005 NN9                 | 1 luglio 2005    | Spacewatch           |
| 180982 -           | 2005 NU11                | 4 luglio 2005    | Spacewatch           |
| 180983 -           | 2005 NU12                | 4 luglio 2005    | Mount Lemmon Survey  |
| 180984 -           | 2005 NX12                | 4 luglio 2005    | NEAT                 |
| 180985 -           | 2005 NC13                | 4 luglio 2005    | Mount Lemmon Survey  |
| 180986 -           | 2005 NK14                | 5 luglio 2005    | Spacewatch           |
| 180987 -           | 2005 NU15                | 2 luglio 2005    | Spacewatch           |
| 180988 -           | 2005 NY15                | 2 luglio 2005    | Spacewatch           |
| 180989 -           | 2005 NO16                | 2 luglio 2005    | Spacewatch           |
| 180990 -           | 2005 NL17                | 3 luglio 2005    | Mount Lemmon Survey  |
| 180991 -           | 2005 NP19                | 5 luglio 2005    | Mount Lemmon Survey  |
| 180992 -           | 2005 NF20                | 4 luglio 2005    | LINEAR               |
| 180993 -           | 2005 NQ20                | 2 luglio 2005    | Broughton, J.        |
| 180994 -           | 2005 NT21                | 1 luglio 2005    | Spacewatch           |
| 180995 -           | 2005 NG22                | 1 luglio 2005    | Spacewatch           |
| 180996 -           | 2005 NT23                | 4 luglio 2005    | Spacewatch           |
| 180997 -           | 2005 NW29                | 3 luglio 2005    | Mount Lemmon Survey  |
| 180998 -           | 2005 NF36                | 5 luglio 2005    | NEAT                 |
| 180999 -           | 2005 NE39                | 6 luglio 2005    | Broughton, J.        |
| 181000 -           | 2005 NH39                | 6 luglio 2005    | Broughton, J.        |